# 전주송천초등학교
전주송천초등학교는 대한민국 전북특별자치도 전주시 덕진구 송천동1가에 있는 초등학교다.

## 학교 연혁
- 1946년 11월 1일 완주군 동산국민학교 송천분교 개교
- 1948년 3월 1일 송천국민학교로 승격 인가
- 1957년 11월 6일 전주시 편입
- 1982년 5월 1일 농구부 창단
- 1984년 5월 10일 병설유치원 개원
- 1996년 4월 1일 전주송천초등학교로 교명 개칭
- 2009년 7월 1일 온종일 돌봄교실 운영
- 2023년 3월 1일 제28대 교장 한옥희 부임
- 2024년 1월 25일 제75회 126명 졸업(졸업생수 16,266명)
- 2024년 3월 1일 초등 25학급, 특수 2학급, 유치원 4학급 편성
- 2026년 11월 1일 개교 80주년

## 학교 상징
- 교화 - 철쭉 : 산철쭉은 홍색 또는 담홍색 꽃이 피며 송천 어린이들의 밝은 마음과 고운 심성을 나타냄
- 교목 - 소나무 : 소나무는 늘 푸른 나무로 송천 어린이들의 씩씩한 기백과 진취적 기상을 나타냄
- 교조 - 까치 : 까치는 길조로 여겨지는 새로 송천 어린이들이 서로 더불어 살 수 있는 삶을 나타냄

## 참고 자료
- 전주송천초등학교 - 한국교육학술정보원 학교알리미